# Baudoinia
Baudoinia — рід грибів. Назва вперше опублікована 2007 року.

## Класифікація
До роду Baudoinia відносять 5 видів:
- Baudoinia antilliensis
- Baudoinia caledoniensis
- Baudoinia compniacensis
- Baudoinia orientalis
- Baudoinia panamericana